# Eugene Szmuc
Eugene Joseph Szmuc (* 5. Juni 1927 in  Cleveland (Ohio); † 19. Oktober 1976) war ein US-amerikanischer Geologe und Paläontologe.
Szmuc war polnischer Abstammung und lernte auch anfangs auf der Schule in Cleveland Polnisch. Nach Wehrdienst von 1945 bis 1947 studierte er an der Western Reserve University Geologie mit dem Bachelor-Abschluss 1951 und an der Ohio State University mit dem Master-Abschluss 1953 und der Promotion 1957 bei J. Osborn Fuller (Stratigraphy and Paleontology of the Cuyahoga Formation of Northern Ohio). Als Student arbeitete er im Sommer für den Ohio Geological Survey. 1957 wurde er Assistant Professor und ab 1968 Associate Professor an der Kent State University.
Neben dem Thema seiner Dissertation, der Cuyahoga-Formation aus dem Karbon in Ohio, befasste er sich mit Spurenfossilien und Paläoökologie.

## Schriften
- The Devonian System, The Mississippian System, in P. Banks, R. Feldmann, Guide to the Geology of Northeastern Ohio, Northern Ohio Geological Society 1970